# ميخائيل بافلوف (سياسي)
ميخائيل بافلوف (بالروسية: Павлов, Михаил Яковлевич)‏ هو سياسي بيلاروسي، ولد في 1 سبتمبر 1952 في Shklow district ‏ في روسيا البيضاء، وتوفي في 6 يونيو 2010 في مينسك في روسيا البيضاء بسبب سرطان. انتخب member of the House of Representatives of Belarus ‏.